# Josias, Prinț Ereditar de Waldeck și Pyrmont
Josias, Prinț Ereditar de Waldeck și Pyrmont (germană Josias Georg Wilhelm Adolf Erbprinz zu Waldeck und Pyrmont; 13 mai 1896 - 30 noiembrie 1967) a fost moștenitor al tronului principatului Waldeck și Pyrmont și general SS. Din 1946 până la moartea sa a fost șeful Casei de Waldeck și Pyrmont. După al Doilea Război Mondial a fost condamnat la închisoare pe viață după procesul în legătură cu lagărul de concentrare Buchenwald; mai târziu pedeapsa a fost comutată la 20 de ani și după trei ani de închisoare a fost eliberat pe motive de sănătate.

## Primii ani

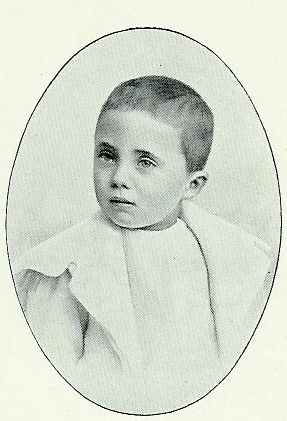
Prințul Josias la vârsta de trei ani.

S-a născut la Arolsen ca fiu cel mare și moștenitor al lui Friedrich, Prinț de Waldeck și Pyrmont și a soției lui, Prințesa Bathildis de Schaumburg-Lippe. A fost nepot al regelui Wilhelm al II-lea de Württemberg și al Emmei de Waldeck și Pyrmont, regină a Țărilor de Jos. A fost verișor cu regina Wilhelmina a Țărilor de Jos și cu Charles Edward, Duce de Saxa-Coburg și Gotha.
S-a înrolat în armata germană ca soldat și a participat la Primul Război Mondial unde a suferit răni grave. La sfârșitul războiului, familia a pierdut principatul, Waldeck a devenit stat liber în noua Republică de la Weimar.